# Por arriba, por abajo
Por arriba, por abajo è il quinto singolo del cantante portoricano Ricky Martin estratto dall'album del 1998 Vuelve.

## Il brano
La canzone, scritta da Luis Gómez Escolar, Draco Rosa, César Lemos e Karla Aponte, è stata rilasciata il 3 novembre del 1998. e la versione remix per il mercato europeo è stata creata da Pablo Flores.

## Video musicale
Il videoclip è stato girato da Pedro Aznar a dicembre del 1998 a Barcellona.

## Successo commerciale
La canzone ha raggiunto il numero 33 nella the Hot Latin Songs negli Stati Uniti e il numero 13 in Spagna.

## Tracce
Brazilian promotional CD maxi-single
1. "Por arriba, por abajo (G-VÔ Radio Mix) – 3:46
2. "Por arriba, por abajo (G-VÔ Edit Mix) – 4:33
3. "Por arriba, por abajo (G-VÔ Mix) – 6:52
4. "Por arriba, por abajo (Album Version) – 3:07

European CD maxi-single
1. "Por arriba, por abajo (Batu) (Club Remix) – 9:27
2. "Por arriba, por abajo (Remix Radio Edit) – 4:17
3. "Por arriba, por abajo (Batu) (Acappella Mix) – 6:54

Mexican promotional CD maxi-single
1. "Por arriba, por abajo (Batu) (Club Remix) – 9:27
2. "Por arriba, por abajo (Remix Radio Edit) – 4:17
3. "Por arriba, por abajo (Batu) (Acappella Mix) – 6:54
4. "Por arriba, por abajo – 3:07

## Classifiche
| Classifica (1998-1999)         | Posizione massima |
| ------------------------------ | ----------------- |
| Spagna (PROMUSICAE)            | 13                |
| Spagna (Top 40 Radio)          | 17                |
| Stati Uniti (Latin Pop Songs)  | 11                |
| Stati Uniti (Top Latin Songs)  | 33                |
| Stati Uniti (Tropical Airplay) | 15                |